# Heilberuf
Heilberuf bezeichnet im weitesten Sinn einen Beruf, der sich mit der Behandlung von Krankheiten und Behinderungen auseinandersetzt.
Hierzu zählen in Deutschland unter anderem die Berufe in den Gebieten Altenpflege, Apothekerschaft, Ärzteschaft, Diätassistenz, Ergotherapie, Hebamme, Logopädie, Pflege, Physiotherapie Pharmazeutisch-technische Assistenz, Psychotherapie, Notfallsanitäter, Zahnärzteschaft. Der tierärztliche Beruf wird den Heilberufen zugerechnet und dient nicht nur der ärztlichen Versorgung von Tieren, sondern kann sich auch in unterschiedlicher Weise auf die menschliche Gesundheit auswirken.

## Rechtliche Situation in Deutschland
In Deutschland sind Heilberufe durch Bundes- oder Landesgesetze geregelt.
Gemäß Artikel 74 Absatz 1 Nummer 19 Grundgesetz für die Bundesrepublik Deutschland besitzt der Bund das Recht, die Zulassung zu ärztlichen und anderen Heilberufen und zum Heilgewerbe zu regeln (geregelte Berufe). Hierzu erlässt er Spezialgesetze.
Für alle Heilberufe ist das Führen der Berufsbezeichnung geschützt. Das heißt, dass die Berufsbezeichnung nur mit einer Approbation oder einer Erlaubnis zum Führen der Berufsbezeichnung geführt werden darf und ein Verstoß als Straftat oder Ordnungswidrigkeit geahndet wird.
Der Bund darf nur die sogenannte Erstzulassung zum Beruf regeln. Fort- oder Weiterbildungsregelungen sind daher Aufgabe der Länder. Sie haben diese teilweise auf Kammern übertragen. So sind beispielsweise die Ärztekammern für die ärztlichen Weiterbildungen verantwortlich.
Die Heilberufe zählen zu den sogenannten reglementierten Berufen im Sinne der Europäischen Richtlinie 2005/36/EG über die gegenseitige Anerkennung von Berufsqualifikationen. Diese EU-Richtlinie erleichtert es den Berufsangehörigen, ihren Beruf auch in anderen Mitgliedstaaten der EU auszuüben. Automatisch anerkannt werden können dabei die Berufsabschlüsse von Ärztinnen/Ärzten, Zahnärztinnen/Zahnärzten, Tierärztinnen/Tierärzten, Apothekerinnen/Apothekern, Hebammen, Gesundheits- und Krankenpflegerinnen/Gesundheits- und Krankenpflegern sowie Pflegefachfrauen/Pflegefachmännern.

### Heilberufe mit Approbation

#### Apotheker, Ärzte
Nach geltendem Recht ist in Deutschland die Ausübung der Heilkunde grundsätzlich nur den Angehörigen eines akademischen Heilberufes und Heilpraktikern gestattet. Zu den klassischen akademischen Heilberufen mit Approbation zählen (Arzt, Zahnarzt, Psychotherapeut, Tierarzt und Apotheker), deren Angehörige in Berufskammern organisiert sind.

#### Psychotherapeuten
Laut Psychotherapeutengesetz sind zur Ausübung der Psychotherapie (durch nichtärztliche Psychotherapeuten) Psychologische Psychotherapeuten und Kinder- und Jugendlichenpsychotherapeuten nach der Approbation befähigt.

### Nichtakademische und teilakademische Heilberufe
Die Berufe Altenpfleger, Anästhesietechnischer Assistent, Diätassistent, Ergotherapeut, Gesundheits- und Kinderkrankenpfleger, Gesundheits- und Krankenpfleger,  Gesundheits- und Krankenpflegehelfer, Hebamme/Entbindungspfleger, Heilerziehungspfleger, Krankenschwester, Logopäde, Masseur und Medizinischer Bademeister, Notfallsanitäter, Operationstechnischer Assistent, Orthoptist, Pflegefachfrau, Physiotherapeut, Podologe, Kardiotechniker, Medizinischer Technologe und Rettungsassistent sind nichtakademische bzw. teilweise akademisierte Heilberufe. Die entsprechenden Berufsbezeichnungen sind geschützt. Teilweise sind die Berufe verkammert, z. B. in der Pflegekammer.

#### Heilpraktiker
Der Beruf des Heilpraktikers umfasst die Ausübung der Heilkunde unter Einschränkungen, wie etwa bei der Verordnung verschreibungspflichtiger Medikamente oder der Behandlung von einigen Infektionskrankheiten. Die Berufsbezeichnung darf nur führen, wer über eine entsprechende staatliche Erlaubnis gemäß Heilpraktikergesetz verfügt.

#### Spezielle Heilberufe
Als „spezielle Heilberufe“ wurden zunächst  Musiktherapie und Kunsttherapie (beide ohne Approbation, d. h. Heilhilfsberufe bzw. Gesundheitsfachberufe) bezeichnet. Listen von „speziellen Heilberufen“ umfassen heute mehr als 50 verschiedene Berufsbezeichnungen.

## Steuerliche Aspekte
Nach § 4 Abs. 14a UStG sind „Heilbehandlungen im Bereich der Humanmedizin, die im Rahmen der Ausübung der Tätigkeit als Arzt, Zahnarzt, Heilpraktiker, Physiotherapeut, Hebamme oder einer ähnlichen heilberuflichen Tätigkeit durchgeführt werden“ – mit Ausnahme bestimmter Leistungen im Zusammenhang mit Zahnprothesen oder kieferorthopädischer Apparate – in Deutschland von der Umsatzsteuer befreit.

## Geschichte
Für die Reglementierung der Heilkunde (ausgeübt von Heilkundigen) bedeutende Heilberufsordnungen und die Ausübung von Heilberufen betreffende Rechtsnormen wurden seit dem Mittelalter erlassen (Sizilien 1140 und 1240, Augsburg 1582, Hessen 1616, Preußen 1685, 1725, 1825 und 1852, Norddeutscher Bund 1869, Deutsches Reich 1883, 1935, 1937 und 1939, Bundesrepublik Deutschland 1953, 1961, 1970 und 1998).